# Dmitrij Merezjkovskij

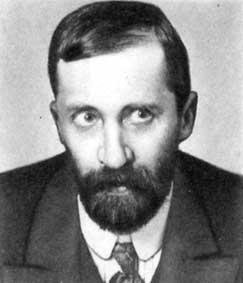
Dmitrij Merezjkovskij

Dmitrij Sergejevitj Merezjkovskij (ryska: Дмитрий Сергеевич Мережковский), född 14 augusti 1866 (gamla stilen: 2 augusti) i Sankt Petersburg, död 9 december 1941 i Paris, var en rysk författare och litteraturkritiker. Han var av de tidigaste och mest ansedda företrädarna för rysk symbolism. Han var gift med Zinaida Gippius.

## Biografi
Merezjkovskij studerade vid Sankt Petersburgs universitet och företog resor till Italien och Grekland. Hans första diktsamling, Stichotvorenija, utkom 1888. Därefter följde 1892 Simvoly (Symboler), en samling poetiska legender, romerska bilder och den poetiska berättelsen "Vjera", en lyrisk kulturbild ur det ryska studentlivet på 1880-talet, Novyja stichotvorenija (Nya dikter, 1896) och Sobranie stichotvorenija (Samlade dikter). 
En viss ryktbarhet vann Merezjkovskij 1893 genom sin första essäsamling, O pritjinach upadka i o novych tetjenijach sovremennoj russkoj literatury (Om orsakerna till den nutida ryska vitterhetens förfall), i vilken han fördömde den tendentiösa borgerliga diktningen och pekade på Aleksandr Pusjkin som skaldemönstret. 
Världsrykte fick Merezjkovskij genom den stort och brett anlagda trilogin Christ i Antichrist, "Kristus och Antikrist", som i tre fristående romaner åskådliggör dels brytningen mellan hedendom och kristendom, dels den stora omvälvningen i Ryssland under Peter den store. Första delen, Otverzjennyj, Julian Otstupnik (1896; "Gudarnas död. Julianus avfällingen", 1902, andra upplagan 1907) behandlar Julianus inre och yttre kamp med kristendomen, andra delen, Voskressjie bogi, Leonardo da Vinci (1902; "Gudarnas uppståndelse. Leonardo da Vinci", 1903, tredje upplagan 1910) skildrar den italienska kulturvärlden under renässansens blomstring, och den tredje, Pjotr i Aleksej (1905; "Antikrist, Peter och Alexej", två band, samma år) ger en bild av Ryssland på tsar Peters tid och den idékamp, som tog sig uttryck i motsatsen mellan den brutale tsaren och den mystiskt anlagde tronföljaren. Själva grundtanken – att påvisa det världshistoriska sambandet mellan den västerländska renässansen och Rysslands omdaning genom Peter den store – är oklar och ohållbar; men som historiska romaner är de tre delarna utomordentligt fängslande genom sin tidsfärg och rikedom på kulturhistoriskt värdefulla detaljer och episoder. 
År 1897 utkom essäsamlingen Vjetnye sputniki ("Eviga följeslagare", 1908) med studier över bland andra Pedro Calderón de la Barca, Miguel Cervantes, Gustave Flaubert och Henrik Ibsen. Merezjkovskij utgav även ingående studier över Fjodor Dostojevskij och Lev Tolstoj, Zjizn i tvortjestvo Tolstogo i Dostojevskago (1901; "Tolstoj och Dostojevskij som människor och konstnärer", 1906) och Religija Tolstogo i Dostojevskago (1902; "Tolstojs och Dostojevskijs religion", 1907). Härtill kom de litteraturhistoriska studierna Grjadustjij cham (1906; "Borgare och plebejer", 1908) samt Gogol i tjort (1906; ny upplaga 1909 under titel "Gogol: Tvortjestvo, Zjizn i religija"; "Gogol och djävulen", 1909). 
Av en ny trilogi, Tsarstvo zvjerja ("Vilddjurets rike"), med historiska episoder ur Paul I:s, Alexander I:s och Nikolaus I:s regeringstid, utkom 1910 den första, i dialogform avfattade delen, Smert Pavla Pervago ("Paul I:s död", 1911). Andra delen ("Alexander I") släpptes av censuren 1911; tredje delen ("Den 14 december"), som behandlar dekabristupproret 1825 och ger en skoningslös bild av Nikolaus I, skrevs visserligen före revolutionen, men utgavs först 1918 i Sankt Petersburg (rysk upplaga i Paris 1921). 
Dessutom omarbetade Merezjkovskij en italiensk medeltidsnovell Ljubov silnjeje smrti (Kärleken starkare än döden, 1902) och översatte flera tragedier samt den idylliska romanen "Dafnis och Chloe" från grekiska. Samtliga svenska översättningar utfördes av Ellen Wester.
Som religionsfilosof var Merezjkovskij påverkad av Dostojevskij och Vladimir Solovjov och utvecklade ett slags skönhetslära med både helleniska och kristna element, uppblandade med rysk mystik och nietzscheanism. Mot bolsjevismen ställde sig han redan från början i opposition; oktoberrevolutionen var enligt honom ett avsteg från vägen fram till det "tredje rike", Gudsriket på jorden, som han i hela sitt författarskap profeterat om. En samling reflexioner över de ryska händelserna, Från krig till revolution, utkom 1918. Efter att en tid ha bott i Warszawa, där han var med om att uppsätta ryska tidningen "Svoboda", bosatte sig han i Paris, där han tillhörde den litterära ryska emigrantkolonins gentemot bolsjevikerna stridbaraste krafter, därutinnan överträffad endast av sin hustru.